# Liste des sénateurs du Gard
Cet article présente la liste des sénateurs élus dans le Gard depuis 1876.

## Actuels sénateurs du Gard (2020-2026)
| Identité       | Parti | Parti | Date d'élection | Autres mandats                  |
| -------------- | ----- | ----- | --------------- | ------------------------------- |
| Vivette Lopez  |       | LR    | 2014            | Conseillère municipale de Mus   |
| Laurent Burgoa |       | LR    | 2020            |                                 |
| Denis Bouad    |       | PS    | 2020            | Conseiller départemental d'Uzès |

## Liste des anciens sénateurs

### Sénateurs du Gard sous laVeRépublique
- Jean-Paul Fournier de 2008 à 2017 ;
- Françoise Laurent-Perrigot de 2008 à 2014 ;
- Suzanne Crémieux de 1959 à 1976 ;
- Edgar Tailhades de 1959 à 1986  ;
- Maurice Fontaine de 1976 à 1980 ;
- Gilbert Baumet de 1980 à 1992 ;
- André Rouvière de 1980 à 2008 ;
- Georges Benedetti de 1986 à 1988 ;
- Claude Pradille de 1988 à 1997 ;
- Francis Cavalier-Bénézet de 1992 à 1998 ;
- Alain Journet de 1998 à 2008 ;
- Pascale Bories de 2017 à 2020 ;
- Simon Sutour de 1998 à 2020 ;
- Stéphane Cardenes en 2020.

### Sénateurs du Gard sous laIVeRépublique
- Fernand Jarrié de 1946 à 1948 ;
- Léon Vergnole de 1946 à 1948 ;
- Suzanne Crémieux de 1948 à 1955 ;
- Edgar Tailhades de 1948 à 1959 ;
- Paul Béchard de 1955 à 1958.

### Sénateurs du Gard sous laIIIeRépublique
- Jacques Bonnefoy-Sibour de janvier à décembre 1876 ;
- Louis Laget de 1876 à 1882 ;
- Pierre Meinadier de 1876 à 1894 ;
- Ferdinand Gazagne de 1879 à 1885 ;
- Louis-Edmond Claris de 1885 à 1894 ;
- Auguste Dide de 1885 à 1894 ;
- Alfred Silhol de 1894 à 1903 ;
- Frédéric Desmons de 1894 à 1910 ;
- Georges Bonnefoy-Sibour de 1894 à 1918 ;
- Fernand Crémieux de 1903 à 1928 ;
- Gaston Doumergue de 1910 à 1924 ;
- Jean Cazelles de 1920 à 1924 ;
- Louis Méjan de 1924 à 1931 ;
- Georges Bruguier de 1924 à 1945 ;
- Jean Bosc de 1929 à 1939 ;
- Gaston Bazile de 1931 à 1945 ;
- Louis Mourier de 1939 à 1945.